# Джамалпур (город, Бангладеш)
Джамалпур (бенг. জামালপুর) — город и муниципалитет на севере Бангладеш, административный центр одноимённого округа и подокруга Джамалпур-Садар. Муниципалитет был основан в 1869 году. Площадь города равна 53,28 км². По данным переписи 2001 года, в городе проживало 116 754 человека, из которых мужчины составляли 51,06 %, женщины — соответственно 48,94 %. Плотность населения равнялась 2191 чел. на 1 км². Уровень грамотности взрослого населения составлял 43,60 % (при среднем по Бангладеш показателе 43,1 %).